# George Doichiță

Giotto Doichiță (n. 16 iunie 1977, Arad)
Studii: Facultatea de Arte Plastice din cadrul Universtității Timișoara,secția pictură, promoția 2004.

## Biografie și expoziții
Expoziții de grup:
1999- StudentFest Timișoara
1999, 2001- Salonul Național de Desen,
Arad, Galeria Națională Delta
1999, 2000, 2001, 2002, 2003,2004- Salonul
anual de Artă , Arad , Galeria Națională Delta
2000- Centrul cultural francez, Timișoara
2002- Expo 21- Arad, Galeria Națională Delta
2002- Expo 21 -Alba Iulia, Muzeul de Artă
2002- Materie , Materiale, Sens, Timișoara,
Galeria Pro Armia
2004- Expoziția de debut a tinerilor artiști
plastici arădeni Uniunea Artiștilor Plastici , Arad,
Galeria Natională Delta
2004-“Aradart la Pecs” . Pecs. Ungaria
2005- “21 la 2.20”
Expozitia “Plain Air” Csongrad; Szeged. Ungaria
2006- “poarta dintre lumi” Institutul Cultural
Român din Budapesta .Ungaria
2007- Expoziția U.A.P. Arad la Sibiu
2007– Meeting point - Bienala internationala de arta contemporana
2008- Artă Contemporană Românească la Barcelona Madrid Sevilla
2008- Expoziție de grup, Galeria Clio, Muzeul de Artă Arad
2009- “Grup 21” Galeria Forma Deva
Expoziții personale:
2006 - Muzeul de Artă Arad
2007 - Libraria Cărturesti Timișoara; Galeria
Națională Delta , Arad
2009- Galerie Nota Bene*, Montreal, Canada
Tabere de creație:
2003- Bankut, Ungaria
2005- “Plain Air” Csongrad , Ungaria
2006- Cincis, Hunedoara
2006- Desfina , Grecia
2007- Parco Adda Nord , Italia
Premii:
2007- Premiul de Excelenta al Clubului Rotary Arad Cetate
2008- Premiul pentru Pictura - Filiala din Arad a UAP din România

## Lucrări și cronică
|  | De mai multă vreme deja, George Doichiță și-a cantonat căutările în zona expresiei abstracte. Am avut prilejul să îi admir creațiile și chiar să intervin la două vernisaje, cel de la Arad și cel din Timișoara, în 2006. Nu am profitat de acest îndoit prilej spre a-l interoga pe artist – care mi-a fost candva student – cu privire la resorturile intime ale opțiunii sale stilistice. Aceasta întrucât, în cursul celor două intervenții, am dorit să pot oferi publicului prezent la vernisaj propria mea interpretare. Astăzi, din perspectiva timpului care a trecut, voi constata stăruința și consecvența cu care George Doichiță își urmărește drumul întru ale abstracție și voi încerca să conturez câteva ipoteze, sper convingătoare, care să țină locul conversației pe care nu am avut-o cu George Doichiță privitor la registrul stilistic al picturilor sale. Cred că, înainte de toate, artistul a dorit să se despartă de comunicarea denotativă. Altfel spus, demersul său plastic l-aș echivala cu o fugă de cuvinte, stiut fiind că orice imagine figurativă poate fi transpusă, mai mult sau mai puțin exact, într-un șir de cuvinte cu un conținut bine determinat. Orice tablou figurativ „poate fi povestit”. Este tocmai ceea ce cred eu că George Doichiță dorește să evite. Pe întinsul pânzelor pe care le supune atenției noastre, semnele plastice sunt chemate să-și „istorisească” povestea cu puterile lor specifice, fără ca mesajul pictorului să mai treacă prin sita dens denotativă a comunicării verbale. După cum poetul autentic „lasă inițiativa cuvintelor” (Stéphane Mallarmé), tot așa, pictorul autentic – fie el figurativ ori abstract – conferă o inițiativă mai mult sau mai puțin pronunțată semnelor plastice pure. Pentru George Doichiță, cred, o asemenea strategie este și o modalitate prin care-și construiește în jurul propriei ființe un spațiu al libertății absolute. O face – și acesta este singurul reproș pe care am a i-l adresa – cu frivolitatea unei virtuozități excesive, care-l obligă să reexploreze mijloacele caracteristice picturii gestuale, ori pe acelea ale modalității creatoare cunoscută sub sintagma de action painting. Dar atunci, prin forța împrejurărilor, întrucât explorează și remodelează – aidoma unui geolog al spiritului – straturi și falii ale picturii celei de-a doua jumătăți a veacului care tocmai a trecut, George Doichiță se manifestă ca un autentic spirit postmodern, fapt care conferă farmec picturii și personalității sale deopotrivă. | — Cristian-R. Velescu |